# Клуб задовољних жена
Клуб задовољних жена (енгл. Book Club) је америчка романтична комедија из 2018. године у режији Била Холдермана. Оскаровке Дајана Китон, Џејн Фонда, Кендис Берген и Мери Стинберџен глуме четири пријатељице које читају роман Педесет нијанси — Сива у оквиру свог књижевног клуба, а затим почињу да мењају начин на који гледају на своје личне односе.
Приказан је 18. маја 2018. године у САД, односно 31. маја у Србији. Добио је помешане рецензије критичара, али и похвале за глумачки ансамбл. Остварио је комерцијални успех, зарадивши 104 милиона долара широм света у односу на буџет од 14 милиона долара.

## Радња
Радња филма је смештена у Калифорнију, а прати живот четири пријатељице чији се животи промене након читања романа Педесет нијанси — Сива, у њиховом књижевном клубу. Трилогија Педесет нијанси иначе није врста литературе коју ове успешне и интелигентне даме имају обичај да читају, међутим њихови се животи драстично мењају након што прочитају славни еротски роман.

## Улоге
| Глумац           | Улога   |
| ---------------- | ------- |
| Дајана Китон     | Дајана  |
| Џејн Фонда       | Вивијан |
| Кендис Берген    | Шерон   |
| Мери Стинберџен  | Керол   |
| Енди Гарсија     | Мичел   |
| Дон Џонсон       | Артур   |
| Крејг Т. Нелсон  | Брус    |
| Ричард Драјфус   | Џорџ    |
| Алиша Силверстон | Џил     |
| Кејти Аселтон    | Адријен |
| Ед Бегли Млађи   | Том     |
| Волас Шон        | Дерек   |
| Лили Бордан      | Ајрин   |
| Томи Дјуи        | Крис    |
| Мирси Монро      | Шерил   |